# Dichromodes capnoporphyra
Dichromodes capnoporphyra là một loài bướm đêm trong họ Geometridae.